# Cosmoclostis chalconota
Cosmoclostis chalconota là một loài bướm đêm thuộc họ Pterophoridae. Nó được biết đến ở Uganda.